# Stanisław Rychłowski (generał)

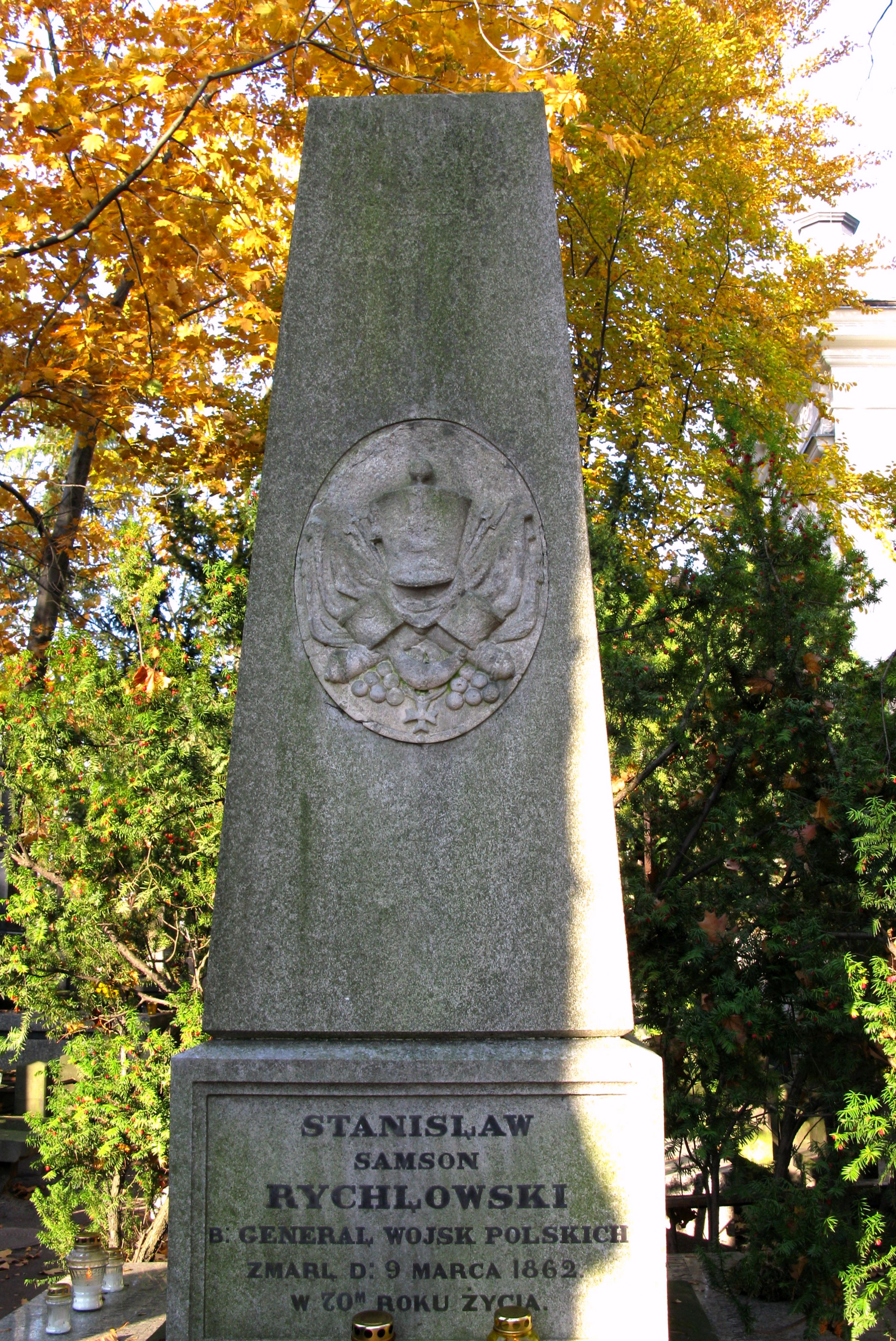
Nagrobek Stanisława Rychłowskiego na cmentarzu Powązkowskim w Warszawie

Stanisław Rychłowski-Samson (ur. 8 maja 1791 w Dziwlach w Kaliskiem, zm. 9 marca 1862 w Warszawie) – generał brygady powstania listopadowego.
Służbę wojskową rozpoczął w roku 1806 w armii Księstwa Warszawskiego. Wziął udział w kampanii mazurskiej 1807. Brał udział w wojnie z Austrią w 1809 jako porucznik i odznaczył się w bitwach pod Raszynem i Górą.
W kampanii moskiewskiej 1812 odznaczył się pod Borysowem i Bobrujskiem.
Kampanie saską i francuska odbył w stopniu kapitana. Odznaczony Krzyżem Złotym Orderu Virtuti Militari.
W 1815 po powrocie w wojsku Królestwa Polskiego, ale dopiero w 1830 awansowany do majora.
W czasie powstania listopadowego na czele baonu walczył pod dowództwem gen. J. Dwernickiego pod Stoczkiem i wziął udział w wyprawie na Wołyń. Po kapitulacji Korpusu internowany w Stanisławowie, uciekł i wrócił do powstania jako dowódca 16 pułku piechoty. Odznaczył się pod Mińskiem Mazowieckim.
Generał z września 1831 na stanowisku dowódcy Brygady Piechoty w Korpusie gen. G. Ramorino. Pobił pod Rogoźnicą gen. Werpachowskiego, ale sam został ranny.
Po upadku powstania wzięty do niewoli i zesłany w głąb Rosji. Po uwolnieniu osiadł w Warszawie, gdzie zmarł. Pochowany na cmentarzu Powązkowskim (kwatera 11-2-31). Był trzecim mężem Antoni z domu Łączyńskiej (1788-1864), siostry Marii Walewskiej.